# TU Bergakademie Freiberg
A Freibergi Műszaki Egyetem egy egyetem a középszász területen fekvő Freiberg városában, amely – mint kutatóegyetem – a geológiára, az energiagazdálkodásra, a környezetre és a különböző anyagokra specializálódott.

## Történet
A freibergi Bányászati Akadémiát 1765-ben, a felvilágosodás idején, Xaver von Sachsen herceg építtette Friedrich Wilhelm von Oppel és Friedrich Anton von Heynitz tervei alapján.
Az egyetem alapítása létszükség volt, mert Szászországnak (a hétéves háború következtében elszenvedett vereség után) a bányászat fellendítését kellett forszíroznia ahhoz, hogy a felújítási költségeket állni tudja.
A freibergi Műszaki Egyetem így a vılág legrégebbi – még ma is működő – bányászati képzésű egyeteme, mivel az általa alapított 4 akadémia már nem létezik:
- Potosí (Bolívia, 1557–1786)
- Kongsberg (Norvégia, 1757–1814)
- Selmecbánya (1762–1919)
- Prága (1762–1772)

A műszaki egyetemen 2 kémiai elemet fedeztek fel a freibergi tudósok: 1863-ban az indiumot (Ferdinand Reich és Theodor Richter) és 1886-ban a germániumot (Clemens Winkler).
A Drezdai Műszaki Egyetem alapításáig (1871) a freibergi Bergakademie volt a legmagasabb műszaki végzettséget kiadó képzőintézmény Szászországban. 
Az egyetemen 1940 óta működik bányászati és fémkohászati képzés, 1955 óta pedig mérnök-közgazdasági és matematikai-természettudományi fakultás is van.

## Felépítés
Az egyetemnek hat kara van:
1. Kar: Matematika és Informatika
2. Kar: Fizika és Kémia
3. Kar: Földtudomány, Bányászat és Geotechnika
4. Kar: Vegyipar, Energiaügy és Gépészmérnök
5. Kar: Anyagtudomány és Anyagtechnológia
6. Kar: Gazdaságtudomány

1996 őszén egyetemközvetlen intézetként megalapították az Interdiszciplináris Ökológiai Központot (IÖZ), a centrumban például – Németországban egyedülálló módon – iparrégészeti szakon is lehet tanulni.
A 2009/2010-es téli félévben több mint 5000 diák iratkozott be a TU Bergakademie-re, amelynek 30%-a nő, és 8%-a külföldi diák.[forrás?]
Az egyetem 2009-ben 27 különböző tanfolyamot, alapképzési és mesterképzési kurzust kínált.
A TU Freiberg Bergakademie a társalapítója az 1993-ban alapított Nemzetközi Egyetemi Intézet Zittau-nak (IHI) és alapítója a SAXEED hálózatnak.

## Berendezkedés
A TU Bergakademie egy kampuszegyetem. A TU Bergakademie legnagyobb része a kampuszon van, Freiberg északi részén. A város területén emellett léteznek még más részek is, például: a főépület az Akademiestrassén, a Média Center a Prüferstrassén, a régi ebédlő a Peterstrassén, a Werner épület a Brennhausgassén (Ásvány- és Ásványtani Intézet), a Lessingstraße 45. épület a gazdaságtudományi- és nyelvközpont.
2008 októberében nyitotta meg kapuit a Freundstein kastély, ahol a 'terra mineralia', a világ legnagyobb magántulajdonú ásványgyűjteménye talàlható.[forrás?] Ezt a gyűjteményt 2004-ben kapta az egyetem egy svájci írónőtől. 
Különlegességnek számít a TU Bergakademie által működtetett tanuló- és kutatóbánya, a 'Reiche Zeche' és az 'Alte Elizabeth', amelyekben tudományos képzés és kutatás folyik. 
Udo Hebisch, a Matematika és Algebra Intézet igazgatója egy virtuális múzeumot üzemeltet a 'Matematika és művészet' témakörhöz kapcsolódóan.

## Nemzetközi együttműködés
A TU Bergakademie Freıberg jelenleg 42 egyetemmel és főiskolával ápolja a kapcsolatot világszerte, ezek közül néhány bányászegyetem:
- RWTH Aachen
- Technische Universität Clausthal
- Colorado School of Mines (USA)
- Akademia Górniczno-Hutnicza im. Stanisława Staszica w Krakowie (Lengyelország)
- Montanuniversität Leoben (Ausztria)
- Bergbauuniversität Moskau (Oroszország)
- Staatliches Bergbauinstitut Sankt Petersburg (Oroszország)
- South Dakota School of Mines and Technology, Rapid City, South Dakota (USA)
- Technische Universität Bergakademie VŠB Ostrava (Tschechien)
- St. Iwan-Rilski-Universität für Bergbau und Geologie, Sofia (Bulgarien)
- China University of Geosciences Wuhan